# (949) Хель
949 Хель (949 Hel) — астероид Главного пояса. Открыт 11 марта 1921 года немецким астрономом Максом Вольфом в обсерватории Хайдельберг-Кёнигштуль, Германия. Имя астероида было предложено женой учёного через два года после его смерти, в честь Хель — мифологической скандинавской повелительницы мира мёртвых.
Хель не пересекает орбиту Земли и обращается вокруг Солнца за 5,19 юлианских лет.

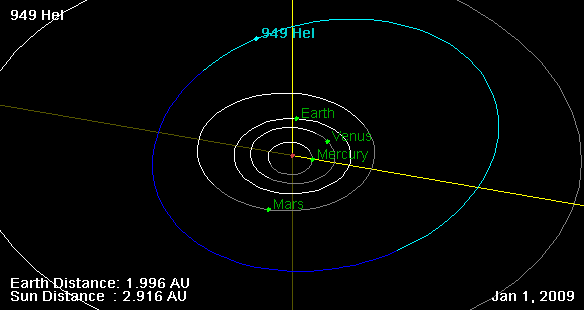
Орбита астероида Хель и его положение в Солнечной системе